# Aleksandar Ranković
Aleksandar Ranković, detto Leka (grafia cirillica: Александар Ранковић; Draževac kraj Obrenovca, 28 novembre 1909 – Ragusa, 20 agosto 1983), è stato un politico e antifascista jugoslavo.
Fu il capo dell'OZNA e stretto collaboratore di Josip Broz Tito, fu anche vicepresidente della Jugoslavia dal 1963 al 1966.

## Biografia
Di famiglia serbo-ortodossa, fu assieme a Tito, Đilas, e Kardelj uno dei quattro uomini più potenti di tutta la Jugoslavia dell'immediato dopoguerra. Divenne un personaggio di spicco della politica jugoslava quando Tito, il 7 marzo 1945, inaugurò un governo di unità nazionale, al cui vertice sedevano i suoi stretti collaboratori.
A Ranković spettò il ruolo di capo dei Servizi segreti jugoslavi (Odeljenje za zaštitu naroda, OZNA). In particolare Ranković si curò di eliminare meticolosamente gli oppositori politici, nei quali rientravano anche parte del clero cattolico e ortodosso, oltre a chiunque fosse portatore (o presunto tale) di idee nazionali anti-jugoslave; in questa veste fu anche il diretto responsabile, in subordine allo stesso Tito, del massacro degli Italiani di Venezia Giulia e Dalmazia tramite l'infoibamento e le altre modalità ugualmente feroci (lapidazioni, annegamenti, percosse prolungate fino alla morte, ecc.) perpetrato sotto la direzione dell'OZNA. Nell'estate del 1948 si ruppero i rapporti tra l'URSS e la Jugoslavia, con l'espulsione della Jugoslavia dal Cominform. Si trattò della prima crisi interna del Blocco sovietico; Ranković ricoprì in questa fase una parte di sostegno alla causa titina.
Nel dibattito politico interno della Jugoslavia, Ranković sostenne, (accanto a un nazionalismo panserbo; fonte che risultò non concreta proprio per la posizione che egli occupava, per la relazione che ebbe con Tito e per la ideologia federalista fondata sulle basi della Jugoslavia del dopo guerra), la tesi di un socialismo centralizzato, contrario al modello dell'autogestione integrale spinto da Edvard Kardelj. Nel 1956 scoppiò lo scandalo Đilas, che diede il via a un periodo di riforma ed epurazione dei quadri dirigenti del Partito. Nel 1966 Ranković, fino ad allora capo onnipotente dell'UDBA, fu allontanato dal suo incarico, accusato di abuso di potere e di aver ordito un complotto. Tuttavia non fu intentato nessun processo ai suoi danni. All'allontanamento di Ranković seguì una riforma dell'UDBA (polizia segreta) e del KOS (servizi segreti militari).

## Giudizi
Dopo la sua morte nel 1983 la figura di Ranković fu letta da diverse prospettive. Il nazionalismo serbo degli anni novanta sostenne la tesi del complotto anti-serbo ordito da Sloveni e Croati, con cardini proprio all'interno delle delegazioni croate e slovene dell'Unione dei comunisti Jugoslavi. Ranković (serbo) invece fu riproposto in veste di vittima, visto che il 1° luglio del 1966 all'assemblea plenaria fu considerato colpevole di attività spionistiche ai danni di istituzioni statali, di esponenti politici e di semplici cittadini benché le prove portate fossere in assenza di validità..
Da parte croata invece Ranković fu incriminato come colui che perseguì una campagna di serbizzazione dei Servizi segreti jugoslavi. Si sottolineò come egli fosse stato il principale responsabile per il terrore messo in atto dalla Polizia segreta (UDBA) e per le esecuzioni e gli arresti dopo la Seconda guerra mondiale, ai danni della nuova formata "Repubblica" Jugoslava con gravi eppurazioni..